# Epipsylla albolineata
Epipsylla albolineata är en insektsart som beskrevs av Shinji Kuwayama 1908. Epipsylla albolineata ingår i släktet Epipsylla och familjen rundbladloppor. Inga underarter finns listade i Catalogue of Life.